# Dekanat Lippstadt-Rüthen
Das Dekanat Lippstadt-Rüthen ist ein römisch-katholisches Dekanat im Erzbistum Paderborn. Es deckt den Osten des Kreises Soest ab.
Das Dekanat mit Sitz in Erwitte wurde am 1. Juli 2006 aus den beiden Dekanaten Lippstadt und Rüthen gegründet. Hintergrund ist eine Strukturreform im Erzbistum Paderborn. Es gliedert sich in elf Pastoralverbunde in denen 47 Pfarreien strukturiert sind. Etwa 94.000 Gläubige gehören zum Dekanat. Leitender Dechant ist Dechant Thomas Wulf, Leiter des Pastoralen Raums Lippstadt.

## Kirchen und Gemeinden
| Bild                                                                     | Kirche                       | Ort                       | Pastoralverbund           | Bemerkungen                                            |
| ------------------------------------------------------------------------ | ---------------------------- | ------------------------- | ------------------------- | ------------------------------------------------------ |
| St.-Pankratius-Kirche in Anröchte                                        | St. Pankratius               | Anröchte                  | Anröchte                  |                                                        |
| Außenansicht der Kirche St. Nikolaus in Altengeseke                      | St. Nikolaus                 | Anröchte-Altengeseke      | Anröchte                  |                                                        |
| Außenansicht der Kapelle St. Georg in Altenmellrich                      | St. Georg                    | Anröchte-Altenmellrich    | Anröchte                  |                                                        |
| Außenansicht der Kirche St. Michael in Berge                             | St. Michael                  | Anröchte-Berge            | Anröchte                  |                                                        |
| Außenansicht der Kirche St. Maria Magdalena in Effeln                    | St. Maria Magdalena          | Anröchte-Effeln           | Anröchte                  |                                                        |
| Außenansicht der Kirche St. Alexander in Mellrich                        | St. Alexander                | Anröchte-Mellrich         | Anröchte                  |                                                        |
| Außenansicht der Kapelle St. Antonius in Uelde                           | St. Antonius                 | Anröchte-Uelde            | Anröchte                  |                                                        |
| Sankt Laurentiuskirche in Erwitte                                        | St. Laurentius               | Erwitte                   | Erwitte                   |                                                        |
| Außenansicht der Kirche St. Johannes Evangelist in Bad Westernkotten     | St. Johannes Evangelist      | Erwitte-Bad Westernkotten | Erwitte                   |                                                        |
|                                                                          | St. Cyriakus                 | Erwitte-Horn              | Erwitte                   |                                                        |
| Stiftskirche zu Geseke, „Ostbau“                                         | St. Cyriakus                 | Geseke                    | Geseke-Stadt              |                                                        |
|                                                                          | St. Marien                   | Geseke                    | Geseke-Stadt              |                                                        |
| Außenansicht der Kirche St. Petri in Geseke                              | St. Petri                    | Geseke                    | Geseke-Stadt              |                                                        |
| St. Barbara in Geseke-Langeneicke                                        | St. Barbara                  | Geseke-Langeneicke        | Geseke-Land               |                                                        |
| St. Vitus in Geseke-Mönninghausen                                        | St. Vitus                    | Geseke-Mönninghausen      | Geseke-Land               |                                                        |
| St.-Pankratius-Kirche in Störmede                                        | St. Pankratius               | Geseke-Störmede           | Geseke-Land               |                                                        |
|                                                                          | St. Elisabeth                | Lippstadt                 | Pastoraler Raum Lippstadt |                                                        |
|                                                                          | Maria-Frieden                | Lippstadt-Lipperbruch     | Pastoraler Raum Lippstadt |                                                        |
|                                                                          | Mariä Himmelfahrt            | Lippstadt-Cappel          | Pastoraler Raum Lippstadt |                                                        |
| St. Michael in Lipperode                                                 | St. Michael                  | Lippstadt-Lipperode       | Pastoraler Raum Lippstadt |                                                        |
|                                                                          | St. Bonifatius               | Lippstadt                 | Pastoraler Raum Lippstadt |                                                        |
| Außenansicht der Kirche St. Joseph in Lippstadt                          | St. Joseph                   | Lippstadt                 | Pastoraler Raum Lippstadt |                                                        |
| Turm von St. Nicolai zu Lippstadt                                        | St. Nicolai                  | Lippstadt                 | Pastoraler Raum Lippstadt |                                                        |
|                                                                          | St. Pius                     | Lippstadt                 | Pastoraler Raum Lippstadt |                                                        |
| St. Martin                                                               | St. Martinus                 | Lippstadt-Benninghausen   | Pastoraler Raum Lippstadt |                                                        |
|                                                                          | St. Antonius Einsiedler      | Lippstadt-Eickelborn      | Pastoraler Raum Lippstadt |                                                        |
|                                                                          | St. Clemens                  | Lippstadt-Hellinghausen   | Pastoraler Raum Lippstadt |                                                        |
| Außenansicht der Kirche St. Dionysius in Bökenförde                      | St. Dionysius                | Lippstadt-Bökenförde      | Pastoraler Raum Lippstadt |                                                        |
| Außenansicht der Kirche St. Severinus in Esbeck                          | St. Severinus                | Lippstadt-Esbeck          | Pastoraler Raum Lippstadt |                                                        |
| Außenansicht der Kirche St. Johannes in Dedinghausen                     | St. Johannes                 | Lippstadt-Dedinghausen    | Pastoraler Raum Lippstadt | Filialkirche von St. Severinus in Esbeck               |
| Außenansicht der Kirche St. Martinus in Hörste                           | St. Martinus                 | Lippstadt-Hörste          | Pastoraler Raum Lippstadt |                                                        |
|                                                                          | St. Antonius                 | Lippstadt-Rixbeck         | Pastoraler Raum Lippstadt | Filialkirche von St. Severinus in Esbeck               |
| Außenansicht der Kirche St. Johannes Baptist in Rüthen                   | St. Johannes Baptist         | Rüthen                    | Rüthen                    |                                                        |
| Außenansicht der Kirche St. Nikolaus in Rüthen                           | St. Nikolaus                 | Rüthen                    | Rüthen                    |                                                        |
| Außenansicht der Kirche St. Clemens in Kallenhardt                       | St. Clemens                  | Rüthen-Kallenhardt        | Rüthen                    |                                                        |
| Außenansicht der Kirche St. Ursula in Meiste                             | St. Ursula                   | Rüthen-Meiste             | Rüthen                    |                                                        |
| Außenansicht der Kirche Ss. Gervasius und Protasius in Altenrüthen       | Ss. Gervasius und Protasius  | Rüthen-Altenrüthen        | Rüthen                    |                                                        |
| Außenansicht der Kirche St. Hubertus in Drewer                           | St. Hubertus                 | Rüthen-Drewer             | Rüthen                    |                                                        |
| Außenansicht der Kirche St. Johannes Evangelist in Menzel                | St. Johannes Evangelist      | Rüthen-Menzel             | Rüthen                    |                                                        |
| Katholische Kirche St. Pankratius, Hoinkhausen                           | St. Pankratius               | Rüthen-Hoinkhausen        | Rüthen                    | Pfarrkirche der St. Pankratius-Gemeinde Hoinkhausen    |
| Außenansicht der Kapelle St. Georg in Westereiden                        | St. Georg                    | Rüthen-Westereiden        | Rüthen                    | Filialkirche der St. Pankratius-Gemeinde Hoinkhausen   |
| Außenansicht der St.-Antonius-Einsiedler-Kirche in Oestereiden           | St. Antonius Einsiedler      | Rüthen-Oestereiden        | Rüthen                    |                                                        |
| Außenansicht der St.-Johannes-Baptist-Kirche in Langenstraße             | St. Johannes Baptist         | Rüthen-Langenstraße       | Rüthen                    |                                                        |
| St. Pankratius-Kirche in Warstein                                        | St. Pankratius auf dem Berge | Warstein                  | Warstein                  | Alte Pfarrkirche St. Pankratius                        |
| St. Pankratius-Kirche in Warstein                                        | St. Pankratius am Markt      | Warstein                  | Warstein                  | Pfarrkirche St. Pankratius                             |
|                                                                          | St. Petrus                   | Warstein                  | Warstein                  |                                                        |
|                                                                          | St. Christophorus            | Warstein-Hirschberg       | Warstein                  |                                                        |
|                                                                          | St. Johannes Enth.           | Warstein-Suttrop          | Warstein                  |                                                        |
|                                                                          | St. Johannes Baptist         | Warstein-Allagen          | Möhnetal                  | Pfarrkirche der St. Johannes Baptist-Gemeinde Allagen  |
| Altstadt und Propsteikirche von Belecke (Warstein), Ansicht vom Lodenweg | St. Pankratius               | Warstein-Belecke          | Möhnetal                  |                                                        |
| Außenansicht der Heilig-Kreuz-Kirche in Belecke                          | Heilig Kreuz                 | Warstein-Belecke          | Möhnetal                  |                                                        |
| Pfarrkirche St. Margaretha, Mülheim                                      | St. Margaretha               | Warstein-Sichtigvor       | Möhnetal                  | Pfarrkirche der Gemeinde Mülheim St. Margaretha        |
| Außenansicht der Kirche Ss. Antonius und Luzia in Niederbergheim         | Ss. Antonius und Luzia       | Warstein-Niederbergheim   | Möhnetal                  | Filialkirche der St. Johannes Baptist-Gemeinde Allagen |
|                                                                          | Ss. Barbara und Antonius     | Warstein-Waldhausen       | Möhnetal                  | Filialkirche der Gemeinde Mülheim St. Margaretha       |